# Àcid coriòlic
L'àcid coriòlic, i de nom sistemàtic àcid (9Z,11E)-13-hidroxioctadecan-9,11-dienoic, és un àcid carboxílic de cadena lineal amb devuit àtoms de carboni, dos dobles enllaços als carbonis 9 i 11, el primer cis i el segons trans, i amb un grup hidroxil {\displaystyle {\ce {-OH}}} al carboni 13, la qual fórmula molecular és {\displaystyle {\ce {C18H32O3}}}. En bioquímica és considerat un àcid gras.

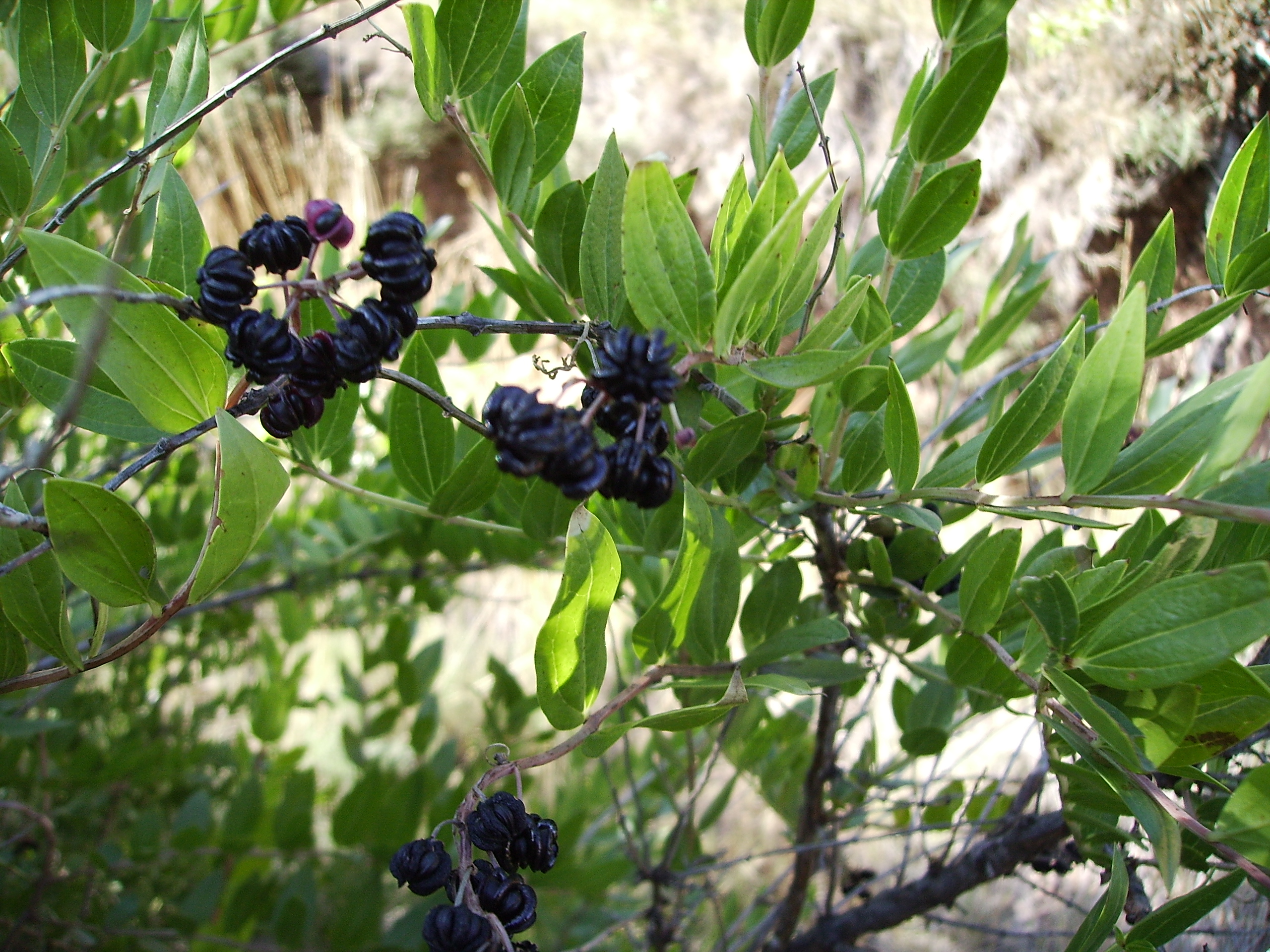
Fruits verinosos de roldor, Coriaria myrtifolia, Serra de Castelltallat.

Fou aïllat per primera vegada el 1966 de l'oli de les llavors de la planta Coriaria nepalensis pel químic estatunidenc W.H. Tallent i col·laboradors. Fou nomenat àcid coriòlic, a partir del nom del gènere Coriaria, pel suec Klaus Serck-Hanssen el 1967 que l'obtingué del roldor o tilder (Coriaria myrtifolia), el qual oli en conté entre un 68–70 %. Posteriorment, s'ha aïllat en altres espècies: de Coriaria emarginata (30 %); de Polygala virgata (5 %); i de salsifí (Tragopodon porrifolius) (4 %).
Presenta propietats antimicrobianes.